# Pulp
Pulp (укр. м'якоть, читається як Палп) — британський рок-гурт, заснований 1978 року Джарвісом Кокером. Початково мав назву «Arabacus Pulp». До 2003 року гурту вдалося продати понад 10 мільйонів копій своїх альбомів. 2003 року гурт припинив активність, проте 2011-го відновив концертну діяльність.

## Дискографія
- It (1983)
- Freaks (1987)
- Separations (1992)
- His 'n' Hers (1994)
- Different Class (1995)
- This Is Hardcore (1998)
- We Love Life (2001)